# Noirlieu (Deux-Sèvres)
Noirlieu is een plaats en voormalige gemeente in het Franse departement Deux-Sèvres in de regio Nieuw-Aquitanië.

## Geschiedenis
Op 1 januari 1973 fuseerde Noirlieu met de gemeente Bressuire in een fusion-association. Dit hield in dat Noirlieu als commune associée nog enige mate van zelfstandigheid behield. Op 28 maart 2013 werd de status aangepast naar commune déléguée van de gemeente Bressuire, die daarmee de status van commune nouvelle kreeg.

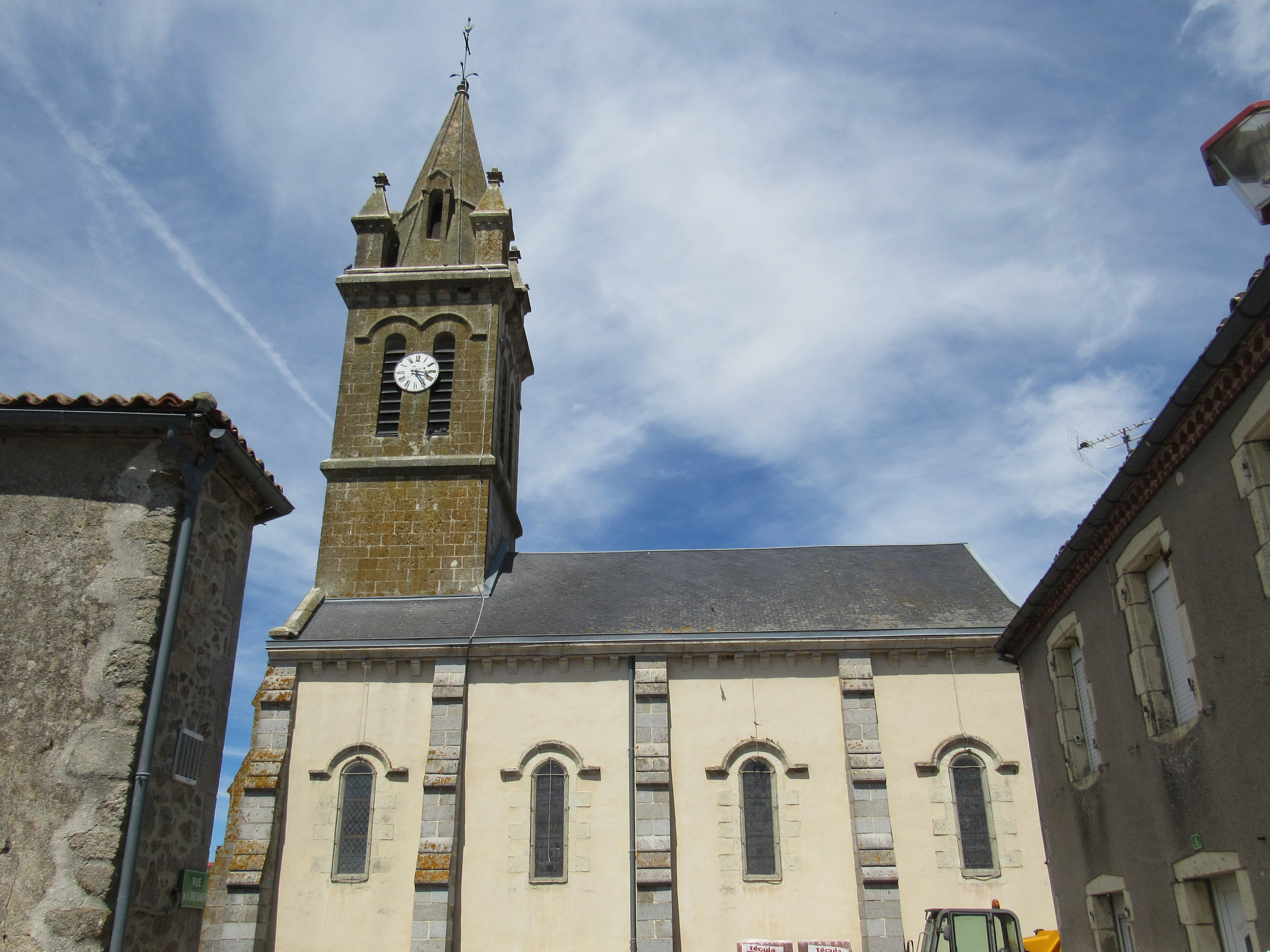
De kerk van Noirlieu

Beaulieu-sous-Bressuire · Bressuire · Breuil-Chaussée · Chambroutet · Clazay · Noirlieu · Noirterre · Saint-Sauveur · Terves